# Clairève Grandjouan
Clairève Grandjouan (* 10. Oktober 1929 in Paris; † 31. Mai 1982 in New York) war eine französische Klassische Archäologin.

## Leben und Leistungen
Clairève Grandjouan wurde als Tochter des Pädagogen Jacques-Olivier Grandjouan und dessen Frau Renée Nora Kruger im 16. Arrondissement von Paris geboren. Ihr Großvater war der bekannte Karikaturist Jules Grandjouan, die Schwester Fleur mit dem kenianischen Historiker und Journalisten Hilary Ng'weno verheiratet. Der überaus sprachbegabte Vater arbeitete als Diplomat für die Vereinten Nationen und die Welternährungsorganisation, weshalb die Familie während Grandjouans Kindheit lange Zeit im Ausland lebte. Die Geschwister wurden dabei von den Eltern unterrichtet. Bei einem Aufenthalt in Beirut kam sie erstmals in Kontakt mit der Archäologie, als die Familie Maurice Dunand bei den Ausgrabungen in Byblos besuchte. Zwei Jahre verbrachte die Familie während des 2. Weltkriegs in den Dschungeln von Martinique, danach einige Zeit in den USA und der Schweiz. Auf Martinique, wo die Familie vom Zweiten Weltkrieg überrascht wurde, lebten die Geschwister mit ihrer Mutter fast die gesamte Zeit allein, weil der Vater, ein Unterstützer De Gaulles an Bord eines U-Bootes zurückgebracht wurde, um für die Résistance zu wirken. Nach dem Krieg zog die Familie in die USA. Grandjouan besuchte die High School in Long Island und bezog danach das Bryn Mawr College, wo Rhys Carpenter ihr wichtigster Lehrer werden sollte. Während des Studiums war sie Stipendiatin an der American School of Classical Studies at Athens und während dieser Zeit bei amerikanischen Agora-Grabung tätig.
Nach der Rückkehr in die USA begann Grandjouan die Arbeit an ihrer Dissertation zum Thema Plastic Lamps and Terracottas from the Agora und beendete ihr Promotionsstudium 1955 mit der Erlangung ihres Ph.D. Anschließend arbeitete sie noch mehrere Jahre bei der Agora-Grabung mit, wo Dorothy Burr Thompson ihre Lehrerin und Freundin wurde. 1960/61 war sie mehrere Monate als Gastwissenschaftlerin am Institute for Advanced Study in Princeton. Auf die Bitte von Homer A. Thompson hin zog Grandjouan anschließend nach New York, wo sie von 1962 bis 1968 als Generalsekretärin des Archaeological Institute of America wirkte und Herausgeberin des Bulletin of the Archaeological Institute of America war. Parallel dazu unterrichtete sie seit 1963 an der New York University. 1967 ging sie als lecturer an das Hunter College, wo sie 1968 associate professor und 1969 Leiterin („chairman“) des Department of Classics, der Abteilung für Altertumswissenschaften, wurde. Sie entfaltete schnell eine nachhaltige Tätigkeit, überarbeitete den Lehrplan, stellte neue Dozenten ein, entwickelte eine umfangreiche Diasammlung und unterrichtete selbst mehrere Kurse im Jahr zur Archäologie der gesamten antiken Welt, kurz: sie revolutionierte Forschung und Lehre in ihrem Department des College (Brunilde Sismondo Ridgway). Im Januar 1981 wurde sie zum full professor ernannt. Im Jahr darauf verstarb sie überraschend im Alter von 57 Jahren. Ihr Buch zu den Hellenistic Relief Molds from the Athenian Agora wurde erst 1989 auf Grundlage der Manuskripte Grandjouans durch Eileen Markson und Susan I. Rotroff fertig gestellt und zur Publikation gebracht.
Grandjouan wird als überaus fähige, kenntnisreiche und humorvolle, ja „vollendete“ akademische Lehrerin geschildert, die zudem ein sehr weites Feld der  Archäologie überschaute und durchdrang. Eine besondere Begabung hatte sie für die Öffentlichkeitsarbeit. Bei öffentlichen Vorträgen für das Archaeological Institute of America, am American Museum of Natural History oder am Smithonian konnte sie durch ihren speziellen Stil der Interaktion mit den Zuhörern eine große Öffentlichkeit erreichen, der in der Form nur selten vorkommt (Shellie Williams). 1972 hielt sie beispielsweise die joint Lecture des Archaeological Institute of America und der Smithsonian Institution in Washington, D.C. Neben wissenschaftlichen Werken schrieb sie auch belletristische Werke unter dem Pseudonym Magnus Ludens.

## Schriften (Auswahl)
- Plastic Lamps and Terracottas of the Roman Period (= The Athenian Agora. Band 6). American School of Classical Studies, Princeton 1961 (Digitalisat).
- Hellenistic Relief Molds from the Athenian Agora (= Hesperia. Supplement 23). American School of Classical Studies, Princeton 1989, ISBN 978-0-87661-523-2 (vollendet von Eileen Markson und Susan I. Rotroff, Digitalisat).